# Проблеми развојне психологије
Развојни психолози расправљају о неколико крупних и општих питања која се постављају како за развој у целини, тако и за развој појединих психичких функција. Неки од тих проблема чак су и старији од развојне психологије као научне дисциплине, други су се појавили током њеног формирања и консолидовања. Ипак, без обзира на време када су постављени, реч је о проблемима који прате ову дисциплину све до данас, а пратиће је и убудуће.

## Настанак психичког
Овај проблем се поставља у неколико видова. Када се у онтогенези човека први пут испољавају облици активности за које можемо рећи да су по природи психолошки?
За хришћанске богослове ово је било питање о томе када душа улази у тело, а одговори који су давани обухватали су распон од зачећа преко рођења до неког узраста после рођења. Са етичког аспекта проблем сличан овоме поставља се у вези са намерним прекидом трудноће. Наиме, кључно питање је у ком тренутку од зачећа плод оживи, јер би од тога тренутка прекид трудноће био чин убиства. Психолози који проучавају развој личности ово питање постављају као питање о настанку самства (self). 
Иако је велики број теоретичара развоја гледао да заобиђе ово питање, неки су на њега ипак давали макар и прећутан одговор. Наравно, тај одговор је увек проистицао из њихових општијих теоријских полазишта, односно из дефиниција или критеријума психичког. Мора се, додуше, рећи да то питање и није чисто емпиријско, јер оно укључује и теоријско-концептуалне компоненте.
За И. П. Павлова психичко се испољава као условни рефлекс на биолошки неутралне дражи. Пас лучи пљувачку у количини и саставу који тачно одговарају врсти хране у устима. Ако му је у устима сув хлеб, количина и састав пљувачке биће друкчији него ако је уместо хлеба месо, а све то има биолошки смисао. Али када пас почне да лучи пљувачку на звук звона, онда је то већ психолошки феномен. Павлов и други научници његовог времена (па и касније) сматрали су да је за условљавање неопходно формирање коре великог мозга, па су сходно томе појаву психичког у човека смештали у време после рођења. Међутим, данас знамо да је условљавање могуће и пре рођења (психолог Спелт је први то доказао), те би се, према критеријуму условљавања, дете већ рађало као психичко биће.
За Жана Пијажеа психичко је такође категорија која настаје на темељу биолошког и почиње да се испољава после рођења. Узраст његовог настанка поклапа се са формирањем првих асимилационих схема, пошто су те схеме менталне категорије а не моторне.
Проблем настанка (или помаљања, како је говорио Аристотел) поставља се и за поједине психичке функције – интелигенцију, опажање, везаност, вољу, појединачна осећања итд. И овај проблем, наравно, решава се сходно теоријским полазиштима аутора.